# Portrait de Simonetta Vespucci (Botticelli)
Pour l’article homonyme, voir Portrait de Simonetta Vespucci.
Le Portrait de Simonetta Vespucci, aussi nommé Portrait d'une jeune femme, est un des deux portraits de Simonetta Vespucci peints par l'artiste florentin Sandro Botticelli entre 1476 et 1480. 
Il s'agit de celui  conservé à la Gemäldegalerie (musée d'État) de Berlin.

## Histoire
Ces œuvres, des peintures à l'huile sur panneau de bois, nous présentent le portrait de Simonetta Vespucci, célèbre femme issue de la noblesse italienne, connue par sa beauté et son charme et  présente à la cour de Laurent le Magnifique. Elle aurait servi de modèle à l'artiste Sandro Botticelli pour ces portraits, en fait posthumes, qui auraient été commencés peu après sa mort.

## Description

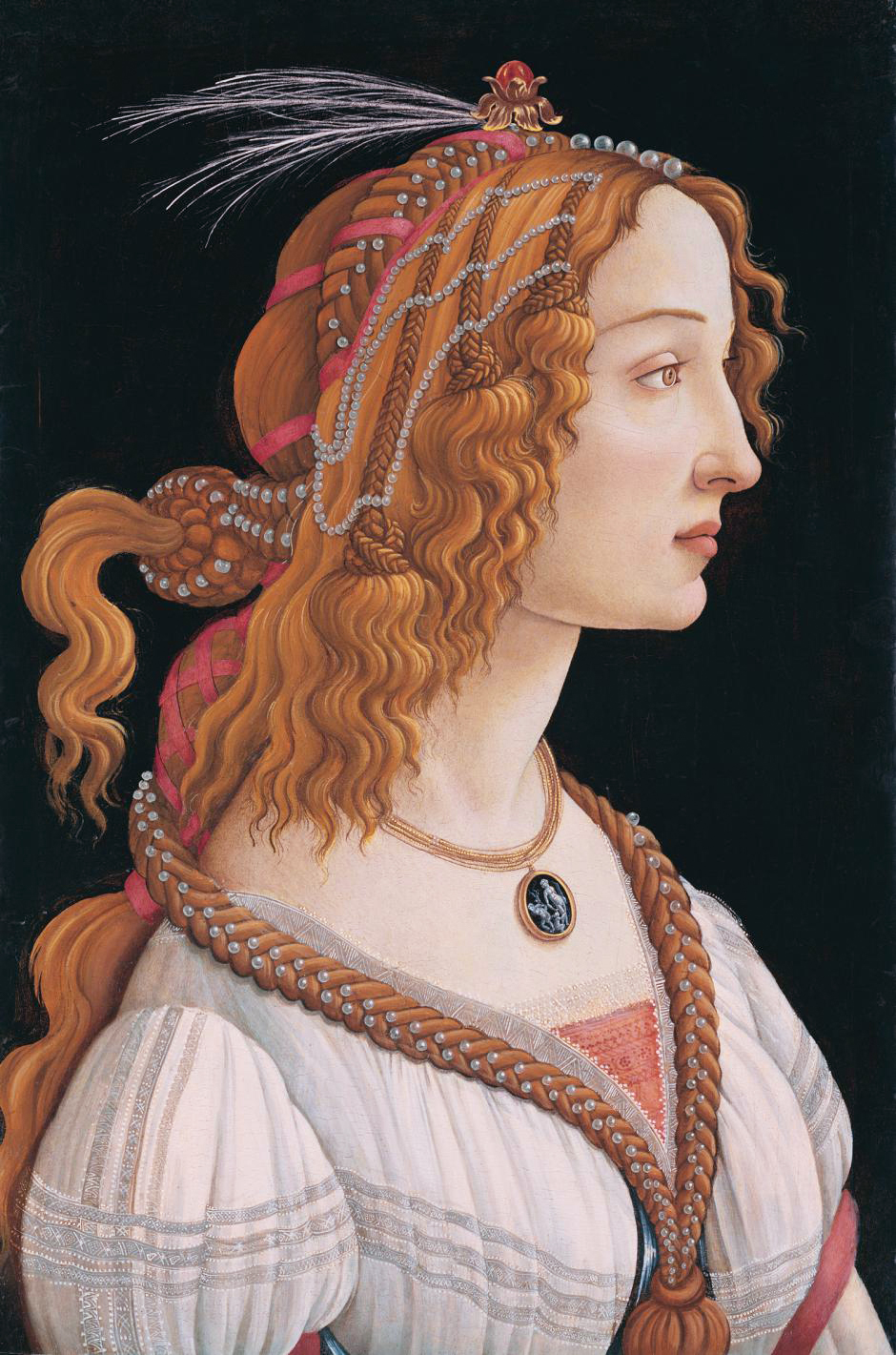
Portrait du Städel.

Le portrait de la Gemäldegalerie est réalisé en buste, de profil tourné vers la gauche, sur un fond sombre qui laisse apparaître, vers le haut et la gauche, une ouverture (dont on aperçoit la moulure), donnant sur un ciel clair. La coiffure est finement détaillée par ses mèches et sa tresse descendant sur l'épaule. Le personnage est vêtu d'une robe rouge.
L'autre portrait, celui au Städel à Francfort-sur-le-Main, également en buste de profil, est tourné vers la droite et porte des attributs similaires augmenté de perles dans les cheveux et d'un camée en pendentif autour du cou.

## Provenance
Le tableau a été vendu en 1875 par les propriétaires des collections du palais Medici-Riccardi (Florence), au marchand d'art Stefano Bardini, pour le compte de la Gemäldegalerie de Berlin. Il a été identifié à l'époque grâce à un autre portrait de Simonetta Vespucci, évoqué par Giorgio Vasari dans sa Vita Botticelli.
L'identité du modèle est quelquefois remise en question. Pour certains auteurs de l'historiographie il ne serait pas un portrait de Simonetta Vespucci mais de Lucrèce Tornabuoni ou encore de Clarisse Orsini.